# 奥克雷
奥克雷（義大利語：Ocre），是意大利阿奎拉省的一个市镇。总面积23.56平方公里，人口1084人，人口密度46.0人/平方公里（2009年）。ISTAT代码为066059。